# Arabische Mausschwanzfledermaus
Die Arabische Mausschwanzfledermaus (Rhinopoma cystops) ist ein im nördlichen Afrika und auf der Arabischen Halbinsel verbreitetes Fledertier in der Gattung der Mausschwanzfledermäuse. Die Population wurde bis zu einer genetischen Studie im Jahr 2007 der Kleinen Mausschwanzfledermaus (Rhinopoma hardwickii) als Unterart zugeordnet.

## Merkmale
Mit einer Kopf-Rumpf-Länge von 52 bis 72 mm, einer Schwanzlänge von 54 bis 82 mm, mit 50 bis 67 mm langen Unterarmen und mit einem Gewicht von 6,5 bis 17 g ist die Art in ihrer Gattung mittelgroß. Die Ohren sind 16 bis 24 mm lang. Es sind einfarbige Haare vorhanden, die auf der Oberseite ein dunkel- bis hellgraues Fell bilden, während die Unterseite heller bis weiß ist. Die Farbe der Flughäute ist allgemein dunkelbraun. Manche Populationen sind am ganzen Körper deutlich heller bis weiß. Verglichen mit der Muscat-Mausschwanzfledermaus (Rhinopoma muscatellum) und der Großen Mausschwanzfledermaus (Rhinopoma microphyllum) ist die Schwanzflughaut etwas breiter. Bis zum fünften Schwanzwirbel ist dieser in die Schwanzflughaut eingebettet. Diese Fledermaus hat robuste Zähne im Gebiss. Der diploide Chromosomensatz wird aus 36 Chromosomen (2n=36) gebildet.

## Verbreitung
Die Arabische Mausschwanzfledermaus hat gesicherte Populationen im Atlasgebirge von Tunesien über Algerien bis Marokko und Mauretanien, weiter südlich in Algerien, Mali, Burkina Faso und Niger, entlang des Nils bis in das nördliche Sudan und über die Sinai-Halbinsel bis in den westlichen Teil der Arabischen Halbinsel, im Norden von Somalia, in Dschibuti sowie auf Sokotra in Jemen. Vermutlich kommt sie in dazwischen liegenden Bereichen des nördlichen Afrikas vor. Die Art lebt im Flach- und Bergland bis 1000 Meter Höhe. Die Tiere halten sich in Wüsten, Gras- und Buschländern auf. Sie besuchen oft Oasen, Wadis und Gärten. Typische Gewächse sind Akazien, Tamarisken und Oleander.

## Lebensweise
Die nachtaktiven Tiere ruhen in trockenen Höhlen, Felsspalten, Ruinen, anderen alten Gebäuden, religiösen Bauwerken, in Katakomben und anderen Tunneln sowie unter Felsvorsprüngen. Die Jagd finden meist in 10 Meter Höhe statt. Zur Beute zählen Schwarzkäfer und andere Käfer, Ameisen, Schmetterlinge, Wanzen und Zikaden. Die Arabische Mausschwanzfledermaus sammelt im Herbst Fett an und ist im Winter weniger aktiv. Sie kann einen torpiden Zustand einnehmen, der zeitweilig Winterschlaf gleicht. Die Exemplare halten dabei ihre Augen geöffnet und sie werden bei Störungen schnell aktiv. Je nach Studie und Region sind die Rufe zur Echoortung 5,5 bis 11 Millisekunden lang. In Ägypten bestanden sie aus vier Harmonien. Dabei lag die erste bei 18 bis 20 kHz, die zweite bei 36 bis 40 kHz, die dritte bei 56 bis 60 kHz und die vierte bei 75 bis 80 kHz. Zusätzlich sind für Menschen hörbare Laute vorhanden, die meist vor dem Start ertönen. Dabei flattern die Flügel und der Schwanz wird in die Höhe gehoben.
Die Kolonien haben meist 10 bis 50 Mitglieder und wenige Kolonien bestehen aus etwa 200 Exemplaren. Zwei Kolonien mit etwa 500 Mitgliedern wurden je in Israel und Jordanien registriert. Manchmal wird das Versteck mit der Großen Mausschwanzfledermaus geteilt. Jahreszeitliche Wanderungen zu günstigeren Plätzen können auftreten. Vermutlich finden Paarungen im März und April statt. Ab Mai bilden Weibchen eigene Kolonien, wo das einzelne Jungtier geboren wird. Dieses wird bis in den August gesäugt.

## Gefährdung
Regional wirkt sich der Einsatz von Pestiziden negativ aus. Das Vorkommen in mindestens einer Schutzzone ist gesichert. Allgemein ist die Arabische Mausschwanzfledermaus kein seltenes Tier. Die IUCN listet sie als nicht gefährdet (least concern).